# Killer Klowns from Outer Space
Killer Klowns from Outer Space is een Amerikaanse cult horror-komedie uit 1988 onder regie van Stephen Chiodo, die het verhaal samen met zijn broers Charles en Edward schreef. De film werd genomineerd voor Saturn Awards voor beste kostuums en beste filmmuziek (van John Massari). De spelling van "Klowns" (met een "K") is geen spelfout.

## Verhaal
Het is een typische vrijdagavond waarop de jeugd van het kleine Amerikaans plaatsje Crescent Cove uitgaat in een park, om daar samen in de auto een beetje te vrijen met elkaar. Zo ook Mike Tobacco en Debbie Stone. Hun avond krijgt een verrassende wending wanneer er schijnbaar een komeet laag overvliegt die nabij lijkt in te slaan. Ze gaan hiernaar op zoek, maar komen in het bos onverwacht een soort circustent tegen waarin ze een kijkje gaan nemen.
Een van de deuren in de tent leidt naar een ruimte waarin rekken met grote suikerspinnen opgehangen zijn. Wanneer Tobacco zijn hand erin steekt, blijkt dat de suikerlaag alleen een omhulsel is voor het menselijke lijk dat erin opgeslagen is. Daarbij blijkt het 'circus' bevolkt door er als clowns uitziende buitenaardse wezens. Zij zijn gekomen om een grote voorraad menselijk voedsel aan te leggen in hun er als circustent uitziende ruimteschip. De 'suikerspinnen' maken de erin opgeborgen lichamen vloeibaar, zodat de clowns deze met een rietje op kunnen zuigen. Tobacco en Cramer haasten zich naar de politie om de hulp in te roepen van haar ex-vriend Dave Hanson, de enige die hun krankzinnige verhaal misschien wil geloven. Dit doet hij in eerste instantie niet, totdat hij met eigen ogen de clowns in actie ziet.
De mensen van het plaatsje zien door hun uiterlijk geen gevaar in de clowns tot het te laat is. Gewapend met typisch clowneske, maar dodelijke wapens dunnen ze de lokale bevolking snel uit. Zo gebruiken ze 'speelgoedpistolen' die de slachtoffers opsluiten in de illustere suikerspinnen, vormen ze schaduwbeelden op de muur die echt aanvallen en maken ze ballondieren die vervolgens tot leven komen. De rondgestrooide popcorn blijkt daarbij te bestaan uit kiemen waaruit vleesetende clownshoofden groeien.

## Rolverdeling
| Acteur            | Personage           |
| ----------------- | ------------------- |
| Grant Cramer      | Mike Tobacco        |
| Suzanne Snyder    | Debbie Stone        |
| John Allen Nelson | Dave Hanson         |
| John Vernon       | Curtis Mooney       |
| Michael Siegel    | Rich Terenzi        |
| Peter Licassi     | Paul Terenzi        |
| Royal Dano        | Boer Gene Green     |
| Christopher Titus | Bob McReed          |
| Irene Michaels    | Stacy               |
| Karla Sue Krull   | Tracy               |
| Charles Chiodo    | Jojo the Klownzilla |

## Trivia
- De man die de enorme 'Klownzilla' the King Klown vertolkt is co-schrijver Charles Chiodo zelf.
- De broers Chiodo maakten de clowns en de visuele effecten grotendeels zelf.
- Verschillende killer klowns uit de film zijn op de markt gebracht als poppen en hun gezichten als maskers.